# Akademisk Kvarter (tidsskrift)
Akademisk Kvarter er et dansk humanistisk, akademisk tidsskrift, der udgives af Aalborg Universitet. Tidsskiftet, der organiserer sine udgivelse omkring temaer som fx ”Rejser”, ”Fritid” eller ”Ikoner”, kom med sit første nummer i 2010, og hidtil er der udkommet 15 numre. Tidsskriftet udkommer kun i digital form, er fagfællebedømt og udgiver forskning både inden for litteraturvidenskab, filmvidenskab, historie, filosofi og andre humanistiske fag.

## Eksterne link
- Akademisk Kvarter, officiel hjemmeside